# Литл-Ривер (индейская резервация)
Литл-Ривер (англ. Little River Reservation) — индейская резервация народа оттава, расположенная в западно-центральной части Нижнего полуострова Мичигана, США.

## История
Южные группы народа оттава проживали на Нижнем полуострове Мичигана ещё до начала европейской колонизации Северной Америки. В 1836 году оттава Мичигана подписали первый договор с правительством Соединённых Штатов. Позднее многие оттава США были депортированы в Канзас, а оставшиеся в Мичигане не имели правового статуса и американские власти включили их в состав оджибве. 
Оттава Мичигана более 100 лет добивались признания и возмещения ущерба в связи с потерей льгот и выплат. Лишь в 1994 году президент США Билл Клинтон подписал указ, согласно которому, племя оттава литл-ривер было признано на федеральном уровне и получило собственную резервацию.

## География
Резервация состоит из нескольких несмежных участков, расположенных в западно-центральной части Нижнего полуострова Мичигана, большинство которых находятся в округе Манисти. Ещё один участок находится в центральной части округа Мейсон, который племя купило в 2000 году. Общая площадь Литл-Ривер, включая трастовые земли (10,511 км²),  составляет 11,24 км², из них 11,213 км² приходится на сушу и 0,007 км² — на воду. Административным центром резервации и штаб-квартирой племени является город Манисти.

## Демография
По данным федеральной переписи населения 2010 года, в резервации проживало 57 человек. Согласно федеральной переписи населения 2020 года в резервации проживало 226 человек, насчитывалось 40 домохозяйств и 102 жилых дома. Средний возраст, проживающих в Литл-Ривере, составлял 57,4 года. Доход среднего домохозяйства в индейской резервации составлял 26 875 долларов США. Около 32,5 % всего населения находились за чертой бедности, в том числе ни одного из тех, кому ещё не исполнилось 18 лет, и 6,3 % старше 65 лет.
Расовый состав распределился следующим образом: белые — 64 чел., афроамериканцы — 7 чел., коренные американцы (индейцы США) — 113 чел., представители других рас — 3 чел., представители двух или более рас — 39 человек; испаноязычные или латиноамериканцы любой расы составили 9 человек. Плотность населения составляла 20,1 чел./км².

## Комментарии
1. ↑  Сам город не входит в состав резервации, а является лишь штаб-квартирой племени.